# Niepołomice
Niepołomice é um município da Polônia, na voivodia da Pequena Polônia e no condado de Wieliczka. Estende-se por uma área de 27,4 km², com 13 276 habitantes, segundo os censos de 2019, com uma densidade de 474,5 hab/km².